# Shapeshifters
Shapeshifters – brytyjska grupa grająca muzykę elektroniczną, znana także jako 'Shape UK'. W jej skład wchodzą dwaj producenci i DJ-je: Simon Marlin i Max Reich, związani z wytwórnią "Defected Records". Głosu w większości utworów duetu udziela Kelly Marie Smith pochodząca z Wielkiej Brytanii.
O grupie stało się głośno w roku 2004 za sprawą singla Lola's Theme, który w lipcu wspiął się na szczyt zestawienia na Wyspach. Utwór został pierwotnie nagrany w wersji instrumentalnej rok wcześniej, a inspiracją do jego stworzenia była żona Simona – Lola. Utwór sporą popularnością cieszył się także w Holandii (13. miejsce na liście najchętniej kupowanych singli) oraz w Australii.
Kolejny singiel duetu, Back To Basics, ukazał się w marcu 2005 roku i uplasował się na 10. miejscu brytyjskiej listy UK Singles Chart. Rok później ukazał się trzeci singiel Shapeshifters zatytułowany Incredible. Kompozycja znalazła się na 12. miejscu listy przebojów w Wielkiej Brytanii, 19. w Holandii i zaledwie 62. w Australii. 6 marca 2006 roku ukazał się debiutancki album Shapeshifters zatytułowany 'Sound Advice'. Ostatnim większym przebojem zespołu był wydany 30 lipca 2006 roku singiel Sensitivity nagrany przy pomocy grupy Chic, który znalazł się na 40. miejscu brytyjskiego UK Singles Chart.

## Dyskografia

### Albumy
- 2004: Shapeshifters present House Grooves
- 2005: Shapeshifters present House Grooves Vol. 2
- 2006: Sound Advice
- 2008: Shapeshifters In the House (Defected)

### Single
- 2004: Lola's Theme
- 2005: Back To Basics
- 2006: Incredible
- 2006: Sensitivity (feat. Chic)
- 2007: Pusher
- 2007: New Day
- 2008: Chime
- 2008: Lola's Theme (2008 Re-Edit)
- 2009: Treadstone
- 2009: The Ones You Love (feat. Frankie Knuckles)
- 2010: Helter Skelter
- 2010: She Freaks
- 2011: Waiting For You